# NGC 6037
NGC 6037 est une galaxie spirale située dans la constellation du Serpent. Sa vitesse par rapport au fond diffus cosmologique est de 5 873 ± 8 km/s, ce qui correspond à une distance de Hubble de 86,6 ± 6,1 Mpc (∼282 millions d'al). NGC 6037 a été découverte par l'astronome allemand Albert Marth en 1864.
Selon la base de données Simbad, NGC 6037 est une galaxie active de type Seyfert 2.